# Nahverkehr in Sinsheim
Der Öffentliche Personennahverkehr in Sinsheim umfasst ein Stadtbusnetz, das durch S-Bahnen und im Nachtverkehr durch Rufbusse ergänzt wird. Er gehört zum Verkehrsverbund Rhein-Neckar.
Zentraler Verknüpfungspunkt der Omnibuslinien untereinander und mit der Bahn ist der an der Elsenztalbahn gelegene Sinsheimer Hauptbahnhof.

## Busverkehr
Seit den 1970er Jahren wurden die Linien in Sinsheim von der SWEG und teilweise vom BRN (Linien 760, 764 und 772) und Hoffmann Reisen (Linie 781 und 766) betrieben.
In Sinsheim verkehren die Linien der Linienbündel Sinsheim-Nord und Sinsheim-Süd. Seit Dezember 2010 wurde das Linienbündel Sinsheim-Nord, seit Dezember 2011 auch das Bündel Sinsheim-Süd, von PalatinaBus betrieben. Einige Fahrten wurden von Hoffmann Reisen aus Waghäusel-Wiesental, dem Steinsfurter Omnibusunternehmen Hacker und Gfrerer Bustouristik aus Waibstadt als Subunternehmer gefahren. Zum Betreiberwechsel wurde der normale Takt am Abend verlängert, sodass die letzte Abfahrt ab Sinsheim Montags bis Freitags statt kurz nach 19 Uhr kurz nach 20 Uhr, und Samstags statt um etwa 13 Uhr um etwa 15 Uhr ist. Die jeweils letzte Fahrt fährt nun jedoch nicht mehr nach Sinsheim zurück.
Außerdem fährt eine Fahrt – in Wochenendnächten zwei Fahrten – der BRN-Linie 755 (Linienbündel Neckargemünd) aus Heidelberg bzw. Neckargemünd nach Sinsheim und zurück.
Seit Übernahme des Eisenbahnverkehrs durch die S-Bahn RheinNeckar ist der Takt mittags unterbrochen. Zuvor gab es in Sinsheim jeweils zur vollen Stunde eine Zugkreuzung der Regionalbahnen, wodurch jederzeit ein guter Anschluss in alle Richtungen möglich war. Die normale Abfahrtszeit ab Sinsheim Hbf ist nun nachmittags etwa zur Minute 20, kurz nach Ankunft der Züge aus Heidelberg; Vormittags kommen die Busse etwa zur Minute 40, und damit kurz vor Abfahrt der S-Bahn nach Heidelberg, am Hauptbahnhof an. Da eine Hin- und Rückfahrt auf den meisten Linien knapp die Länge des Grundtakts dauert ist damit vormittags die Abfahrtszeit und nachmittags die Ankunftszeit nicht zu den S-Bahnen passend.
Wegen Bauarbeiten in der Ortsdurchfahrt von Waldangelloch können die Busse dort seit Sommer 2018 nur bis zum nördlichen Rand des Ortes fahren, weshalb auch der sonntägliche Fahrplan der Linie 763 angepasst werden musste.
Im Januar 2019 kam die im Rahmen des Förderprogramms „Regiobuslinien“ des Landesverkehrsministeriums die stündlich verkehrende BRN-Linie 899 (Linienbündel Mosbach) von Sinsheim über Waibstadt, Helmstadt und Aglasterhausen nach Mosbach-Neckarelz hinzu.
Im Dezember 2018 begann die Ausschreibung der beiden Sinsheimer Linienbündel für den Zeitraum vom 15. Dezember 2019 bis zum 7. Dezember 2029. Ende März fiel die Entscheidung, die jedoch aufgrund noch ausstehender Förderzusagen des Landes für die Regiobuslinie erst Mitte Juni bekanntgegeben werden konnte: Das Linienbündel Sinsheim Nord bleibt bei Palatina, das Linienbündel Sinsheim Süd geht wieder zurück an die SWEG und es kommt zu diesem die neue Regiobuslinie 799 von Sinsheim nach Wiesloch-Walldorf hinzu. Außerdem erhält zum Fahrplanwechsel die Linie 762 die neue Haltestelle „Gewerbegebiet“ in Reihen, die Linie 771 fährt im Gewerbegebiet Süd andersrum, die Linie 772 muss nun mit Kleinbussen bedient werden und auf der Linie 795 gibt es weitere Fahrten von Waibstadt nach Bad Rappenau. Die SWEG setzt in ihrem Linienbündel 24 Busse ein, davon 11 Neufahrzeuge, Palatina erhält 14 Neufahrzeuge.
| Li. | Strecke | Takt Mo–Fr                               | Takt Sa                                                                        | Takt So                                             | Anmerkungen                                                                           |
| --- | --- | ---------------------------------------- | ------------------------------------------------------------------------------ | --------------------------------------------------- | ------------------------------------------------------------------------------------- |
| 741 | Sinsheim Hbf – Rohrbach – Steinsfurt – Kirchardt → Berwangen → Bockschaft → Kirchardt                                                           | fünf Fahrten                             | drei Fahrten                                                                   | keine Fahrt                                         |                                                                                       |
| 761 | Sinsheim Hbf – Dühren – Eschelbach – Angelbachtal – Waldangelloch (– Buchenauerhof)                                                             | Stundentakt                              | Stundentakt                                                                    | sieben Fahrten als Rundfahrt zusammen mit Linie 763 | nach Buchenauerhof nur einzelne Fahrten                                               |
| 762 | Reihen – Steinsfurt – Rohrbach – Sinsheim Sparkasse – Hoffenheim – Balzfeld – Eschelbach                                                        | strikter Stundentakt                     | strikter Stundentakt                                                           | keine Fahrt                                         | in Balzfeld Anschluss zur Linie 702 von und nach Wiesloch, Mühlhausen, Malsch und Rot |
| 763 | Sinsheim Hbf – Weiler – Hilsbach (– Elsenz) | Stundentakt                              | Stundentakt                                                                    | sieben Fahrten als Rundfahrt zusammen mit Linie 761 | Mo–Fr mittags und abends je zwei Fahrten bis Elsenz, morgens eine in Elsenz beginnend |
| 765 | Sinsheim Hbf → Messe/Museum → Steinsfurt → Adersbach → Hasselbach → Ehrstädt → Steinsfurt → Messe/Museum → Sinsheim Hbf                         | ungefähr Stundentakt                     | Zweistundentakt                                                                | keine Fahrt                                         |                                                                                       |
| 767 | Sinsheim Hbf – Sinsheim Ost – Rohrbach | Halbstundentakt                          | Stundentakt                                                                    | keine Fahrt                                         |                                                                                       |
| 768 | Sinsheim Hbf – Dühren | Stundentakt                              | Stundentakt                                                                    | keine Fahrt                                         |                                                                                       |
| 771 | Sinsheim Hbf – Breite Seite – Südstadt – Gewerbegebiet Süd (Stadion) – Sinsheim Hbf                                                             | Stundentakt                              | Stundentakt                                                                    | keine Fahrt                                         |                                                                                       |
| 772 | Sinsheim Hbf – Gartenstadt – Sinsheim Hbf | Halbstundentakt                          | Halbstundentakt                                                                | keine Fahrt                                         |                                                                                       |
| 795 | Sinsheim Hbf – Daisbach – Neidenstein – Eschelbronn – Epfenbach – Reichartshausen – Helmstadt-Bargen – Hüffenhardt – Siegelsbach – Bad Rappenau | nur einzelne Fahrten auf Teilabschnitten | zwei Fahrten Helmstadt – Bad Rappenau, die erste bis 2019 aus Sinsheim kommend | keine Fahrt                                         |                                                                                       |
| 796 | Sinsheim Hbf – Daisbach – Neidenstein – Eschelbronn – Epfenbach – Reichartshausen                                                               | Stundentakt                              | Stundentakt, ab 16:00 Zweistundentakt                                          | Zweistundentakt bis 20:00                           | Mo–Sa Nacht zusätzlich Rufbusfahrten bis 03:00                                        |
| 797 | Sinsheim Hbf – Daisbach – Waibstadt – Neckarbischofsheim – Helmstadt-Bargen – Reichartshausen                                                   | Stundentakt                              | Stundentakt, ab 15:00 Zweistundentakt bis 21:00                                | Zweistundentakt bis 19:00                           | Mo–Sa Nacht zusätzlich Rufbusfahrten bis 03:00                                        |

| Li. | Strecke | Takt Mo–Fr                                                          | Takt Sa                                                           | Takt So | Anmerkungen |
| --- | --- | ------------------------------------------------------------------- | ----------------------------------------------------------------- | --- | --- |
| 741 | Sinsheim – Rohrbach – Steinsfurt – Kirchardt → Berwangen → Bockschaft → Kirchardt                                                                       | fünf Fahrten                                                        | drei Fahrten                                                      | keine Fahrt | Mo–Fr morgens eine Fahrt von Sinsheim nach Eppingen entlang der Bahnstrecke.                                    |
| 761 | Sinsheim – Dühren – Eschelbach – Angelbachtal – Waldangelloch                                                                                           | Stundentakt                                                         | Stundentakt                                                       | ein Kurs als „Kraichgaurundfahrt“ zusammen mit Linie 763 und 768, entspricht etwa zwei Fahrten auf dem Linienweg | Mo–Fr eine Fahrt morgens ab und mittags bis Buchenauerhof                                                       |
| 762 | Sinsheim – Hoffenheim | strikter Stundentakt, bis Dezember 2009 ab 12 Uhr 30 Minuten früher | strikter Stundentakt                                              | keine Fahrt | in Hoffenheim als Ring                                                                                          |
| 763 | Sinsheim – Weiler – Hilsbach | Stundentakt                                                         | Stundentakt                                                       | ein Kurs als „Kraichgaurundfahrt“ zusammen mit Linie 761 und 768, entspricht etwa zwei Fahrten auf dem Linienweg | ab Dezember 2009 Mo–Fr mittags und abends zwei Fahrten bis Elsenz, morgens eine und eine weitere dort beginnend |
| 764 | Sinsheim – Rohrbach – Steinsfurt – Reihen | Stundentakt, bis Dezember 2009 Richtung Reihen 55/65-Minuten-Takt   | Stundentakt, bis Dezember 2009 Richtung Reihen 55/65-Minuten-Takt | keine Fahrt | in Steinsfurt durch Hettenbergring                                                                              |
| 765 | Sinsheim → Messe/Museum → Steinsfurt → Adersbach → Hasselbach → Ehrstädt → Steinsfurt → Messe/Museum → Sinsheim                                         | Stundentakt mit Lücken                                              | drei Fahrten                                                      | keine Fahrt | |
| 766 | Brunnenregion-Linie: Sinsheim – Daisbach – Neidenstein – Epfenbach – Reichartshausen – Helmstadt – Neckarbischofsheim – Waibstadt – Daisbach – Sinsheim | 90-Minuten-Takt je Richtung                                         | 90-Minuten-Takt je Richtung                                       | keine Fahrt | Ringlinie in beide Richtungen                                                                                   |
| 767 | Sinsheim Hbf – Sinsheim Ost – Rohrbach | Halbstundentakt                                                     | Stundentakt                                                       | keine Fahrt | |
| 768 | Sinsheim – Dühren | Stundentakt                                                         | Stundentakt                                                       | keine Fahrt | |
| 771 | Sinsheim Bahnhof – Breite Seite – Südstadt – Sinsheim Bahnhof                                                                                           | Halbstundentakt                                                     | Stundentakt                                                       | keine Fahrt | |
| 772 | Stadtbus Sinsheim II: Sinsheim Bahnhof – Gartenstadt – Sinsheim Bahnhof                                                                                 | Halbstundentakt                                                     | Halbstundentakt                                                   | keine Fahrt | |
| 773 | Sinsheim Bahnhof – Sinsheim Ost – Sinsheim Bahnhof | Halbstundentakt                                                     | Stundentakt                                                       | keine Fahrt | |

| Li. | Strecke | Takt Mo–Fr                                                                                                   | Takt Sa | Takt So                                                                                                  | Anmerkungen |
| --- | --- | --- | --- | --- | --- |
| 741 | Sinsheim – Rohrbach – Steinsfurt – Kirchardt → Berwangen → Bockschaft → Kirchardt                                                                             | fünf Fahrten                                                                                                 | drei Fahrten                                                                                                 | keine Fahrt                                                                                              | Mo–Fr morgens eine Fahrt von Sinsheim nach Eppingen entlang der Bahnstrecke.                                      |
| 760 | Sinsheim – Daisbach – Neidenstein – Eschelbronn – Spechbach – Epfenbach – Reichartshausen – Helmstadt – Wollenberg – Hüffenhardt – Siegelsbach – Bad Rappenau | sechs Fahrten, teils nur bis Wollenberg oder Reichartshausen                                                 | drei Fahrten, teils nur bis Reichartshausen                                                                  | keine Fahrt                                                                                              | |
| 761 | Sinsheim – Dühren – Eschelbach – Angelbachtal – Waldangelloch (– Elsenz)                                                                                      | Stundentakt, bis 12 Uhr Richtung Waldangelloch 30 Minuten später, danach aus Waldangelloch 30 Minuten später | Stundentakt, bis 12 Uhr Richtung Waldangelloch 30 Minuten später, danach aus Waldangelloch 30 Minuten später | ein Kurs als „Kraichgaurundfahrt“ zusammen mit Linie 763, entspricht etwa zwei Fahrten auf dem Linienweg | Mo–Fr eine Fahrt morgens ab und mittags bis Buchenauerhof, morgens und abends zwei, mittags eine Fahrt bis Elsenz |
| 761 | Sinsheim – Dühren (Industriegebiet) | Stundentakt, versetzt zu übriger 761                                                                         | Stundentakt, versetzt zu übriger 761                                                                         | keine Fahrt                                                                                              | |
| 762 | Sinsheim – Hoffenheim | Stundentakt, ab 12 Uhr 30 Minuten früher                                                                     | Stundentakt, ab 12 Uhr 30 Minuten früher                                                                     | keine Fahrt                                                                                              | in Hoffenheim als Ring                                                                                            |
| 763 | Sinsheim – Weiler – Hilsbach | Stundentakt                                                                                                  | Stundentakt                                                                                                  | ein Kurs als „Kraichgaurundfahrt“ zusammen mit Linie 761, entspricht etwa zwei Fahrten auf dem Linienweg | Mo–Fr mittags eine Expressfahrt über Adelshofen und Elsenz nach Odenheim                                          |
| 764 | Sinsheim – Rohrbach – Steinsfurt – Reihen | Stundentakt                                                                                                  | Stundentakt                                                                                                  | keine Fahrt                                                                                              | in Steinsfurt durch Hettenbergring                                                                                |
| 765 | Sinsheim → Messe/Museum → Steinsfurt → Adersbach → Hasselbach → Ehrstädt → Steinsfurt → Messe/Museum → Sinsheim                                               | Stundentakt mit Lücken                                                                                       | drei Fahrten                                                                                                 | keine Fahrt                                                                                              | |
| 771 | Sinsheim Bahnhof – Breite Seite – Südstadt – Sinsheim Bahnhof                                                                                                 | Stundentakt, bis 12 Uhr 30 Minuten später                                                                    | Stundentakt, bis 12 Uhr 30 Minuten später                                                                    | keine Fahrt                                                                                              | |
| 772 | Stadtbus Sinsheim II: Sinsheim Bahnhof – Gartenstadt – Sinsheim Bahnhof                                                                                       | Halbstundentakt                                                                                              | Stundentakt                                                                                                  | keine Fahrt                                                                                              | |
| 773 | Sinsheim Bahnhof – Rohrbach – Sinsheim Bahnhof | Halbstundentakt                                                                                              | Stundentakt                                                                                                  | keine Fahrt                                                                                              | |
| 781 | Sinsheim Bahnhof (– Daisbach) – Waibstadt – Neckarbischofsheim – Helmstadt                                                                                    | sieben Fahrten                                                                                               | zwei Fahrten                                                                                                 | keine Fahrt                                                                                              | unregelmäßige Ringlinie                                                                                           |

| VU       | Li.  | Strecke | Anmerkungen         |
| -------- | ---- | --- | ------------------- |
| SWEG     | 1    | Sinsheim – Rohrbach – Steinsfurt – Adersbach – Hasselbach – Ehrstädt – Oberbiegelhof – Obergimpern                                                                             |                     |
| SWEG     | 2    | Sinsheim – Weiler – Hilsbach |                     |
| SWEG     | 3    | Sinsheim – Dühren – Eschelbach – Angelbachtal – Waldangelloch – Buchenauerhof und Wiesloch – Rauenberg – Mühlhausen – Tairnbach – Angelbachtal – Waldangelloch – Buchenauerhof |                     |
| SWEG     | 4    | nach Kirchardt, Bockschaft, Berwangen und Eppingen |                     |
| BRN      | 5615 | Sinsheim – Daisbach – Neidenstein – Eschelbronn – Spechbach – Epfenbach – Reichartshausen – Helmstadt – Bargen – Neckarbischofsheim – Waibstadt – Daisbach – Sinsheim          |                     |
| BRN      | 7015 | heutige Linie 755 |                     |
| Hoffmann |      | Sinsheim (– Daisbach) – Waibstadt – Neckarbischofsheim – Helmstadt – Bargen – nach Bad Rappenau                                                                                | ab Juni 1994 im VRN |

## Rufbusverkehr
Als Rufbus verkehren im Auftrag der durchfahrenen Gemeinden die Linien
7955Sinsheim – Breite Seite – Dühren Kleines Feldlein – Eschelbach – Angelbachtal – Waldangelloch – Hilsbach – Weiler – Gewerbegebiet Süd (Stadion) – Sinsheim
7956Sinsheim → Messe/Museum → Steinsfurt → Adersbach → Hasselbach → Ehrstädt → Steinsfurt → Reihen → Sinsheim
7957früher Sinsheim → Hoffenheim → Zuzenhausen, inzwischen eingestellt
7958Sinsheim Bahnhof → Südstadt → Gartenstadt → Sinsheim Ost → Rohrbach → Sinsheim
7959Sinsheim Bahnhof → Weißer Stein → Immelhäuserhof → Birkenauerhof → Hammerau → Sinsheim Bahnhof (seit 2020)
7960Sinsheim – Daisbach – Waibstadt – Neckarbischofsheim – Helmhof – Untergimpern (bis 2010 auch nach Helmstadt-Bargen)
Diese ergänzen die Buslinien außerhalb deren Verkehrszeiten, also zumeist im Nachtverkehr, Samstags auch abends, und Sontags auch morgens. Der Fahrtweg wird dabei dem Bedarf – auch linienübergreifend – angepasst. Seit Dezember 2011 werden diese Linien durch Taxi Streib betrieben, zuvor von Braun.
Zum 1. April 2020 hätte die Linie 7959 neu eingeführt werden sollen, durch die Corona-Krise ist dies nun für Anfang September geplant.[veraltet] Diese Linie verkehrt ähnlich wie die Stadtteillinienbusse werktags außer samstags tagsüber im Stundentakt.

## Tarife
Im Eisenbahn- und Busverkehr gelten die Tarif des Verkehrsverbund Rhein-Neckar. Die Kernstadt sowie die Stadtteile bis auf Adersbach/Hasselbach/Ehrstädt, Reihen und Waldangelloch befinden sich in der Wabe 186 (HNV-Wabe 401), Adersbach/Hasselbach/Ehrstädt in der Wabe 177 (HNV-Wabe 402), Reihen in der Wabe 197 (HNV-Wabe 400). Angelbachtal bildet die Wabe 196 (HNV-Wabe 425), Waldangelloch die Wabe 216 (HNV-Wabe 424).
Für Fahrten in das aus dem HNV-Tarifgebiet wird der Tarif des HNV anerkannt. Für Fahrten in den angrenzenden Bereich des HNV (VRN-Gebiet 217) gelten an VRN-Fahrkarten lediglich Tages- und Zeitkarten der Preisstufe 7.
Die Preise für den Rufbus sind identisch mit den VRN-Einzelfahrkarten. VRN-Zeitkarten werden anerkannt.